# Вкаменена гора (национален парк)
Националният парк Вкаменената гора (на английски: Petrified Forest National Park) представлява една от най-големите концентрации на вкаменени дървета в света. Намира се в североизточна Аризона, САЩ. Вкаменената гора е обявена за национален монумент на 8 декември 1906 година. Към нея по-късно е включена областта известна като Нарисуваната пустиня (The Painted Desert) и двете заедно са обявени за национален парк на 9 декември 1962. Забележителности в парка са ахатовата къща, направена изцяло от вкаменено дърво и ахатовият мост.

## Растения и животни
Животните, които могат да се видят в пустинната област на Вкаменената гора са зайци, гущери, насекоми, паяци и влечуги. Повечето от тях са нощни животни, не само заради високите температури през деня, но и за да избягнат хищници.
Основните растения са кактусите. Те цъфтят в разнообразни цветове през пролетта. Друго растение е юка, което има дълбоки корени и достига вода, недостъпна за другите видове растения. Няколко вида мъх също виреят в тази пустинна област, те са се адаптирали към тотална липса на влага, но когато вали, мъхът става зелен почти веднага.

## Климат
През лятото дневните температури достигат 90 °F – 95 °F, а нощните 60 °F-65 °F. Зимите са меки, но нощните температури могат да паднат до 20 °F, докато средните дневни са около 40 °F. Валежите са твърде оскъдни.

## Процесът на вкаменяване
Преди милиони години по тези места е имало буйна растителност, гори, езера и реки. По време на триаса започва процесът на формирането на вкаменените дървета. При наводнявания някои от дърветата се оказват под водата, потъват и са заровени в тинята. Започва процес на разлагане като различни седименти и минерали се отлагат и заместват органичните клетки на дървото. То е 4 пъти по-твърдо от гранита поради примесите на желязо, мед, манган и литий. Цветът му обикновено е червен, но понякога има сини и бели оттенъци. Прилича на ахат по вид и състав.
Въпреки знаците, предупрежденията и проверките, около 12-13 тона вкаменени дървета изчезват всяка година от парка.
В парка могат да се видят и много петроглифи, фосили на 225 милиона години и развалини, останали от индианските племена, живели в района.